# Bas Leenman
Bas Leenman (eigentlich: Bastiaan Leenman; * 4. September 1920 in Oud-Beijerland, Süd-Holland; † 6. April 2006 in Arnhem) war ein niederländischer reformierter Industriepfarrer.

## Leben
Leenman studierte nach dem Erlangen seiner Hochschulreife Evangelische Theologie. Nach seiner Ordination zum Pastor war er als Industriepfarrer tätig und kümmerte sich um Hilfe für die Sinnfindung der in technische Abläufe eingespannten Menschen der Industrialisierung.
Auf der Suche nach Wegweisung in diesem bisher unerschlossenen Gelände stieß er auf eine Gastvorlesung des Soziologen und Philosophen Eugen Rosenstock-Huessy, die dieser 1958 im westfälischen Münster hielt. Die Begegnung mit diesem Arbeitsphilosophen leitete eine neue Etappe in seinem Leben ein. Bas zog in die Vereinigten Staaten. Im Staat Vermont richtete er am 18. April 1969 ein „Half-Way“ Haus ein, ein Haus für Entlassene aus der Psychiatrie, denen für eine Übergangszeit „auf halbem Weg“ ein institutioneller Schutz gewährt wird. Das Haus FortySeven Main Street, Inc. genannt, führt jetzt sein Sohn Willem Leenman.
Leenman war Mitglied der Christlichen Friedenskonferenz und Teilnehmer der I. Allchristlichen Friedensversammlung 1961 in Prag. Von 1992 bis 1997 lebte er mit seiner Frau Teuna in der ökumenischen Kommunität Offensive Junger Christen in Reichelsheim. In dieser Zeit entstand die Idee einer mehrwöchigen Wanderuniversität in Irland, bei der Leenman Lehreinheiten hielt.
Bas Leenman gehörte zu den besten Kennern und kreativsten Schülern von Eugen Rosenstock-Huessy. Auch dieser lebte im Staate Vermont und war Professor im benachbarten Dartmouth College in Hanover (New Hampshire). Leenman publizierte eigene Texte und trat als Herausgeber von Rosenstocks Werken und denen seines Freundeskreises auf.

## Publikationen
- Der Atem des Geistes (Frankfurt a. M.: Verlag der Frankfurter Hefte, 1951; reprint, with foreword and index by Bas Leenman, Moers: Brendow Verlag/Vienna: Amandus, 1991), 293 pp.
- Heilkraft und Wahrheit. Konkordanz der politischen und der kosmischen Zeit (Stuttgart: Evangelisches Verlagswerk GmbH, 1952; reprint, with foreword and index by Bas Leenman, Moers: Brendow Verlag / Vienna: Amandus, 1991), 215 pp.
- Out of Revolution: Autobiography of Western Man (New York: William Morrow & Co., 1938; reprint, London: Jarrolds, 1939; Norwich, Vt.: Argo Books, 1969, with introductions by Page Smith, Bastian Leenman, and Col. A. A. Hanbury Sparrow, xxii pp.; Providence: Berg Publishers, 1993, with an introduction by Harold Berman), 795 pp. {A different version of: Die Europäischen Revolutionen. Volkscharaktere und Staatenbildung (1931), Die Europäischen Revolutionen und der Charakter der Nationen (1951), Die Europäischen Revolutionen und der Charakter der Nationen (revision, 1961; reprint, 1987)
- Als God stukloopt, de maatschappij als erfgenaam van de kerk. Edited by Otto Kroesen et al. Selected letters and essays by Bas Leenman. Published by Skandalon 2016.

### Als Herausgeber
- reihe texte aus der geschichte, Band 2: Eugen Rosenstock-Huessy, Die Tochter – Das Buch Rut, in einer Übertragung ins Deutsche von Martin Buber 1988, ISBN 3-89376-006-7
- stimmstein 3 – Jahrbuch der Eugen Rosenstock-Huessy-Gesellschaft, Bas Leenman, Lise van der Molen, Eckart Wilkens (Hg.:) Eugen Rosenstock-Huessy – Zum hundertsten Geburtstag. Mit Beiträgen Wolfgang Ullmann, Andreas Möckel, Raymond Huessy, Harold J. Berman, Piet Blankevoort, Gertrud Weismantel u. a. sowie Texten von Eugen Rosenstock-Huessy, 1990, ISBN 3-89376-010-5
- „Hitler und Israel oder Vom Gebet“--„Hitler and Israel, or On Prayer“--„Hitler en Israel of Over het gebed“--„Hitler i Izrael albo O modlitwie,“ Beiheft Stimmstein, ed. the Eugen Rosenstock-Huessy Gesellschaft, with introductions by Cynthia Harris; Jochen Lübbers; Bas Leenman; Adam Zak (S.J.)(1992), 100 pp. {= "Hitler and Israel, or On Prayer," Journal of Religion (1945) and translation (1987) ISBN 3-89376-023-7